# Iebusiți
Iebusiții (/ˈdʒɛbjəˌsaɪts/; în ebraică: יְבוּסִי‎, Modern: Yevūsī, Tiberian: Yəḇūsī ISO 259-3 Ybusi) care conform cu cartea biblică Profetul Iosua și Profetul Samuel din Torah lui Moise, a tribului Canaanit care habitua Ierusalimul, numit atunci Iebus (în ebraică: יְבוּס) prior cuceririi inițializate de Iosua Profetul (Iosua 11:3, Iosua 12:10) și încheiată de Regele David (2 Samuel 5:6–10), de altfel o majoritate de cercetători în arheologie biblică sunt de acord că Cartea lui Iosua ține mică valoare istorică pentru Israelul timpuriu și cel mai probabil reflectă un mult mai târzie perioadă de timp. Cărțile Împăraților ca de asemeni ca 1 Cronici afirmă că  Ierusalimul a fost cunoscut ca Iebus prior acestui eveniment (1 Chronicles 11:4). Identificarea lui Iebus cu Ierusalim este uneori disputată de cercetători în arheologie biblică. Conform cu cronologiile biblice, cetatea a fost cucerită de Regele David în 1003 î.d.Hr.

## Identificarea lui Iebus
Identificarea lui Iebus cu Ierusalimul a fost contestată, în principal, de Niels Peter Lemche. Susținând cazul său, fiecare mențiune non-biblică a Ierusalimului Găsită în Orientul Apropiat antic se referă la oraș ca "Ierusalim". Un exemplu al acestor înregistrări sunt Scrisori Amarna, dintre care mai multe au fost scrise de căpetenia Ierusalimului Abdi-Heba și cheamă Ierusalimul fie Urusalim (URU ú-ru-sa-lim) sau Urušalim (URU ú-ru-ša10-lim) (Anii 1330 Î.HR.). De asemenea, în Scrisori Amarna, se numește Beth-Shalem, casa lui Shalem.
Numele Sumero-Akkadian pentru Ierusalim, uru-salim, este etimologizat diferit pentru a însemna " temelia [sau: de] zeul Șalim": din ebraică / semitică yry, "pentru a găsi, pentru a pune o piatră de temelie", și Shalim, zeul canaanit al soarelui apus și al lumii de Jos, precum și al sănătății și perfecțiunii.

Statele Lemche:

Nu există nici o dovadă de Iebus și ievuțiții în afara Vechiul Testament. Unii cercetători consideră că Iebus este un loc diferit de Ierusalim; alți cercetători preferă să vadă numele lui Iebus ca un fel de nume pseudo-etnic fără niciun fundal istoric.
Theophilus G. Pinches a remarcat o referire la" Iabusu", pe care a interpretat-o ca o formă veche de Jebus, pe o tabletă contractuală care datează din 2200 î.Hr.

## Narațiune biblică
Biblia ebraică descrie Ievușiții ca locuind în munți în jur de Ierusalim. În Exod, "țara bună și mare, în care curge lapte și miere", care a fost promisă până la Moise ca viitoare acasă poporului evreu împovărat incluzând țara Iebușiților. Potrivit Cartea lui Iosua, Adonizedek a condus o confederație de ievușiți și cu triburile din orașele învecinate din Iarmut, Lachish, Eglon și Hebron împotriva lui Iosua, dar a fost învins și ucis.
Cu toate acestea, Iosua 15:63 afirmă că Iuda nu a putut disloca Ievușiții, care locuiau în Ierusalim ("până în ziua de azi Ievușiții locuiesc acolo cu poporul lui Iuda"). Judecători 1:21 descrie Ievușiții ca continuând să locuiască la Ierusalim, pe teritoriul ocupat altfel de Tribul lui Veniamin.
Majoritatea arheologilor moderni  acum cred că cucerirea Canaanului de către Israeliții sub Iosua nu a reprezentat o invazie externă, ci că israeliții își au originea ca o subcultură în cadrul societății Canaanite.  
Unii cercetători biblici  credeți că relatările din Cartea lui Iosua, compilate în jurul anului 600 î.Hr., reprezintă o colecție de memoria populară conflicte care ar fi avut loc pe o perioadă de timp de peste 200 de ani (secolele 8-7 Î.Hr.). 
Conform celei de-a doua cărți a lui Samuel, Ievușiții aveau încă controlul asupra Ierusalimului în timpul regelui David Însă David a vrut să preia controlul asupra orașului. În mod evident, Ievușiții au contestat încercarea sa de a face acest lucru și, din moment ce Iebus era cea mai puternică cetate din Canaan, s-au bucurat că chiar și orb și șchiop ar putea rezista asediului lui David. În conformitate cu versiunea de poveste în Text Masoretic, David a reușit să cucerească orașul printr-un atac surpriză, condus de Ioab, prin tunelurile de alimentare cu apă (Ierusalimul nu are alimentare cu apă naturală, cu excepția Fântânei Ghihon). Încă de la descoperirea sa în secolul al 19-lea, Puțul lui Warren, parte a unui sistem care leagă izvorul de oraș, a fost citată ca dovadă a plauzibilității unei astfel de linii de atac; cu toate acestea, descoperirea, la începutul secolului 21, a unui set de fortificații grele, inclusiv turnuri, în jurul bazei sistemului de arbori Warren și a Izvorului, i-a făcut pe arheologi să considere acum această linie de atac ca fiind neverosimilă, deoarece ar fi un atac împotriva uneia dintre cele mai puternic fortificate părți și cu greu o surpriză. Contul în 1 Cronici menționează avantajul unui atac rapid, dar nu menționează utilizarea arborilor de apă  și potrivit multor cercetători textuali  afirmația din textul Masoretic ar putea fi pur și simplu o eroare scribală; Septuaginta versiunea pasajului afirmă că israeliții au trebuit să atace Iebusiții cu pumnalul lor mai degrabă decât prin arborele de apă.
Cărțile Regilor afirmă că odată ce Ierusalimul devenise un oraș Israelit, Ievușiții supraviețuitori au fost forțați de Solomon să devină iobagi; deși, din moment ce unii arheologi cred că israeliții erau pur și simplu o subcultură emergentă în societatea canaanită, este posibil ca aceasta să fie o explicație etiologică pentru iobagi, mai degrabă decât una exactă din punct de vedere istoric. Nu se știe ce a devenit în cele din urmă din acestea Ievușiții.
Conform " ipotezei Ievușite", cu toate acestea, Ievușiții au persistat ca locuitori ai Ierusalimului și au cuprins o fracțiune importantă în Regatul lui Iuda, inclusiv notabili precum Țadoc preotul, Natan profetul și Batșeba, Regina și mama următorului monarh, Solomon. Conform acestei ipoteze, după rușinea unei fracțiuni rivale Elide a preoților în lupta pentru succesiunea lui David, familia lui Țadoc a devenit singurul cler autorizat din Ierusalim, astfel încât o familie Ievușită a monopolizat clerul din Ierusalim timp de multe secole înainte de a deveni suficient de atenuat pentru a nu se distinge de ceilalți Iudeii sau Iudaiții.
Prima carte a Cronicilor afirmă că locuitorii din Iebus i-au interzis regelui David să vină la Ierusalim la scurt timp după ce a fost făcut rege. Ioab s-a suit primul și a luat cetatea și a devenit șef și căpitan al Forțelor Armate ale lui David.

## Iebusiții numiți în Biblie

### Melchisedec
Ierusalimul este denumit Salem mai degrabă decât Iebus în pasajele din Geneza care îl descriu pe Melhisedec. Potrivit Genezei, conducătorul Salemului în timpul Avraam a fost Melchisedec (totodată MelchiZedeq - suveran drept), și că, pe lângă faptul că era conducător, era și preot. Rabinul Francez Medi Rashi credea că Melhisedec era un alt nume pentru Sem, fiul lui Noe, în ciuda presupusei descendențe a lui Avraam din linia fiului lui Sem Arphaxad. Mai târziu, Iosua este descris ca învingând un rege Ievușit numit AdoniZedek (totodată AdoniyȚedeq - domn drept). Primele părți ale numelor lor înseamnă Suveran și Domn, respectiv, însă, deși zedek partea poate fi tradusă ca drept (făcând numele "Suveranu-mi este drept" și "Domnu-mi este drept"). Savanții nu sunt siguri, totuși, dacă Melhisedec a fost el însuși intenționat în relatarea Genezei să fie înțeles ca un Ievușit, mai degrabă decât un membru al unui alt grup responsabil de Ierusalim înainte de Ievușiți.
Melhisedec, ca preot, precum și rege, era probabil să fi fost asociat cu un sanctuar, probabil dedicat Zedek, iar savanții suspectează că Templul lui Solomon a fost pur și simplu o evoluție naturală a acestui sanctuar.

### Arauna
Un Alt Ievușit, Arauna (denumit în continuare Ornan de către Cărțile Cronicilor) este descrisă de Cărțile lui Samuel după ce și-a vândut aria de treierat lui David, pe care David a construit apoi un jertfelnic, implicația fiind că altarul jertfelnicului a devenit nucleul Templul lui Solomon. Arauna mijloace Domnul în Hitit, și astfel majoritatea cărturarilor, din moment ce consideră că Ievușiții au fost hitiți, au susținut că Araunah ar fi putut fi un alt rege al Ierusalimului; unii cercetători cred în plus că Adonia este de fapt o referire deghizată la Araunah ר (<i id="mw-A">r</i>) după ce a fost corupt la ד (<i id="mw-g">d</i>). Argumentul a provenit de la Cheyne, care, înainte de cunoașterea limbii hitite, a propus invers. Narațiunea în sine este considerată de unii cercetători ca fiind etiologic și de dubioase istoricitate.

### Ipoteza Iebusită
Unii cercetători au speculat că Țadoc (de asemenea Zadoq) nu apare în textul lui Samuel decât după cucerirea Ierusalimului, El a fost de fapt un preot Ievușit cooptat în religia de Stat Israelită. Frank Moore Cruce, profesor la Harvard Divinity School, se referă la această teorie ca "ipoteza ievușită", o critică pe larg, dar o numește punctul de vedere dominant în rândul cărturarilor contemporani, în Mitul canaanit și Epopeea Ebraică: Eseuri în istoria religiei Israelului.
În altă parte în Biblia, Ievusiții sunt descriși într-un mod care sugerează că s-au închinat aceluiași Dumnezeu (El Elyon- A se vedea, de exemplu, Melhisedec) ca Israeliți (a se vedea, de exemplu, Melhisedec). Un sprijin suplimentar pentru această teorie vine din faptul că alți Ievusiți rezidenți în Ierusalimul pre-Israelit purtau nume care invocau principiul sau Dumnezeu Zedek (Țedek) (vezi, de exemplu, Melchizedek și Adonizedek). Conform acestei teorii Aaronic descendenți atribuit lui Zadok este o interpolare anacronică ulterioară.

## Perspective rabinice clasice
Conform clasicului literatura rabinică, Ievușiții și-au derivat numele din orașul Iebus Ierusalimul antic, pe care le-au locuit. Aceste surse rabinice au susținut, totodată, că, ca parte a prețului de cumpărare a lui Avraam Peștera Patriarhilor (Peștera Machpela), care se afla pe teritoriul Ievușiților, Ievușiții l-au făcut pe Avraam să le acorde un Pactul că urmașii săi nu vor prelua controlul asupra lui Iebus împotriva voinței Ievușiților, iar apoi Ievușiții au gravat legământul în bronz; sursele afirmă că prezența statuilor de bronz este motivul pentru care israeliții nu au reușit să cucerească orașul în timpul campaniei lui Iosua.
De rabini din epoca clasică continuați să afirmați că regele David a fost împiedicat să intre în orașul Iebus din același motiv, așa că a promis recompensa căpitaniei oricui a distrus bronzurile - Ioab îndeplinind sarcina și câștigând astfel premiul. Legământul este respins de rabini ca fiind invalidat din cauza războiului pe care Ievușiții l-au luptat împotriva lui Iosua, dar cu toate acestea David (conform rabinilor) a plătit Ievușiților întreaga valoare a orașului, colectând banii dintre toate triburile Israelite, astfel încât orașul a devenit al lor proprietate comună.
Cu referire la 2 Samuel 5: 6, care se referă la o zicală despre orb și șchiop, Rashi citate a midrash care susține că Iebusiții aveau două statui în orașul lor, cu gurile lor conținând cuvintele legământului dintre Avraam și Ievușiți; o figură, reprezentând o persoană oarbă, reprezenta Isaac, iar celălalt, reprezentând o persoană șchiopă, reprezentând Iacov.

## Utilizare modernă
Politicienii Yasser Arafat și Faisal Husseini printre alții au susținut că Arabii Palestinieni sunt descendenți din Iebusiți, în încercarea de a argumenta că palestinienii au o pretenție istorică față de Ierusalim care precede cea evreiască, similar cu afirmația Arabă Palestiniană mai comună că sunt descendenți din Canaaniții. Astfel, 1978 Al-Mawsu ' at Al-Filastinniya (Enciclopedia palestiniană) a afirmat: "palestinienii [sunt] descendenții Ievusiților, care sunt de origine arabă" și au descris Ierusalimul ca "un oraș Arab, deoarece primii săi constructori au fost Canaaniții Iebusiți, ai căror descendenți sunt palestinienii."
Nu există dovezi arheologice care să susțină pretenția continuității Iebusite-Palestiniene. Profesor Eric H. Cline din Universitatea George Washington Departamentul de antropologie afirmă că există un consens general între istorici și arheologi că palestinienii moderni sunt "mai strâns legați de arabii din Arabia Saudită, Yemen, Iordania și alte țări" decât de Iebusiți și că le lipsește orice legătură semnificativă cu ei. Târziu Universitatea Johns Hopkins Profesor William F. Albright a pus la îndoială " tenacitatea surprinzătoare "a" mitului Orientului neschimbat "și a respins orice afirmație de continuitate între" credințele și practicile populare ale țăranilor și nomazilor moderni "și" vremurile pre-Arabe."

## Legături externe
- en "Jebusites" la Enciclopedia Iudaica
- „Iebusiți” la DEX online